# Alembic (muziekinstrumenten)

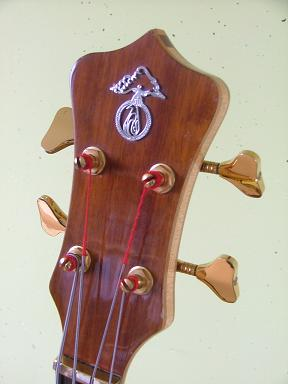
Alembic logo op een basgitaar

Alembic is een Amerikaanse muziekinstrumentenfabrikant in Santa Rosa in  Californië. Het bedrijf is in 1969 opgericht en bouwt vooral basgitaren, elektrische gitaren en voorversterkers.

## Geschiedenis
Alembic is in 1969 opgericht door geluidstechnisch ingenieur Ron Wickersham en echtgenote Susan. Oorspronkelijk was Alembic een geluidstechnisch adviesbureau dat met name werd ingehuurd door de band The Grateful Dead, om hun live- en studiogeluid te optimaliseren. Gaandeweg concentreerde Alembic zich steeds meer op het customizen (aanpassen) van bestaande elektrische (bas)gitaren en begon aan het ontwerpen van eigen instrumenten. In 1972 bouwde Alembic, in opdracht van Jack Casady van de band Jefferson Airplane, zijn eerste custom high-end basgitaar. Deze kostte toen een slordige 4.000 dollar. Vandaag de dag produceert het bedrijf volledig handgemaakte elektrische gitaren en basgitaren met daarnaast (voor)versterkers, snaren en gitaarelementen.
De kernelementen van Alembic (bas)gitaren zijn sinds de beginjaren nagenoeg ongewijzigd gebleven. Zo zijn de meeste Alembics gebouwd rond een doorlopende hals met meerdere lagen van verschillende houtsoorten, gelamineerde (semi-holle) body met toplagen van exotische houtsoorten. Vanwege het gebruik van verschillende lagen hout en de oprichting van de firma rond de hippieband The Grateful Dead, heeft het merk de toepasselijke bijnaam "Hippie Sandwich" gekregen.
Alembic is een autonoom functionerend familiebedrijf, heden ten dage gerund door Susan Wickersham en dochter Mica Thomas-Wickersham. Ron Wickersham houdt zich exclusief bezig met het bouwen en ontwikkelen van de elektronica.

## De instrumenten
De elektronica van de bas(gitaren) type Series 1, dateert uit de begin jaren 70 en vormt de basis van de instrumenten. Bij deze serie instrumenten gebruikt Alembic enkelspoels elementen met lage impedantie en een ingebouwde voorversterker, omdat zo een grotere bandbreedte wordt bereikt dan bij de klassieke hoge impedantie-elementen. Het nadeel van enkelspoels elementen met lage impedantie is dat deze gevoeliger zijn voor het opvangen van magnetische stoorvelden (ruis). Om dit te voorkomen plaatst Alembic een ruiseliminerend derde element. Dit concept is sinds de beginjaren nagenoeg ongewijzigd.
Bij de bouw van Alembic-instrumenten worden doorgaans hoogwaardige materialen verwerkt, waaronder exotische (hard)houtsoorten, goud, zilver, platina en parelmoer/abalone. De meest typerende bodyvorm van Alembic is de Standard Point, waarbij de onderkant (gezien vanuit staande positie) van het instrument in een punt loopt. Op die manier wordt de speler gedwongen zijn kostbare instrument op een standaard te zetten of in de koffer te leggen, in plaats van losjes op de grond leunend tegen een speakerkast, met het risico van omvallen. Op deze Standaard Point bodyvorm zijn later varianten gekomen, zoals de Omega, de Heart-Omega en de Stinger Omega.
Verder bouwt Alembic diverse andere modellen, met verschillende bodyvormen en elektronica. Naast de standaardmodellen bouwt Alembic ook custom instrumenten.

## Bekende Alembicspelers
- Jack Casady (Jefferson Airplane)
- Stanley Clarke
- John Entwistle (The Who)
- Jerry Garcia (The Grateful Dead)
- Jermaine Jackson (Jackson Five)

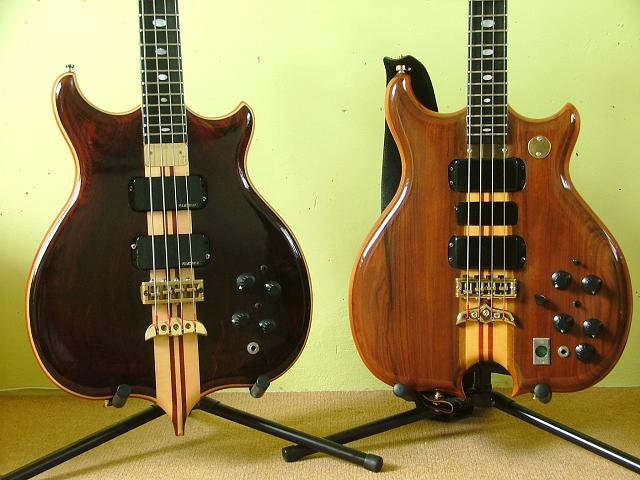
links een Alembic MK Signature Deluxe basgitaar, en rechts een Series 1 Omega

- Jimmy Johnson (James Taylor, Allan Holdsworth)
- Louis Johnson (Brothers Johnson)
- Mark King (Level 42)
- Greg Lake (Emerson, Lake & Palmer)
- Phil Lesh (The Grateful Dead)
- John Mayer
- John McVie (Fleetwood Mac)
- Jason Newsted (Metallica)
- Flea (Red Hot Chili Peppers)